# عبد الحكيم الشبلي
عبد الحكيم موسى عبد القادر الشبلي (6 فبراير 1966-) اقتصادي أردني من مواليد بلدة سوف شمالي الأردن، يشغل منذ 18 سبتمبر 2024 منصب وزير المالية الأردني في حكومة جعفر حسان، حاصل على درجة الدكتوراة في الاقتصاد/سياسة نقدية في جامعة ليدز، إنجلترا، سبق له العمل في عدّة مناصب اقتصادية ومالية ضمن مؤسسات القطاع العام كان آخرها أمينًا عامًا لوزارة المالية الأردنية.

## مناصب
تولى عدد من المناصب خلال مسيرته العملية:
- وزير المالية، منذ 18 سبتمبر 2024
- الأمين العام لوزارة المالية، 2018-2024
- مدير مديرية الدراسات والسياسات الاقتصادية في وزارة المالية الأردنية، 2010-2018

## عمله
عمل خلال مسيرته العملية فيما يلي:
- اقتصادي بوحدة تحدي الألفية في رئاسة الوزراء، 2007-2010
- اقتصادي في برنامج الإنذار المبكر بوزارة التخطيط والتعاون الدولي، 2004–2007
- محاضر غير متفرغ في الجامعة الأردنية في كلية إدارة الأعمال قسم الاقتصاد، 2002.
- اقتصادي في البنك المركزي الأردني، 1991-2004

### مؤلفات
- آلية انتقال السياسة النقدية، لامبرت للنشر، 2011.[1]